# Tedania spinostylota
Tedania spinostylota är en svampdjursart som beskrevs av Patricia R. Bergquist och Fromont 1988. Tedania spinostylota ingår i släktet Tedania och familjen Tedaniidae. Inga underarter finns listade i Catalogue of Life.